# Godło Iraku
Godło Iraku – przedstawia ono orła Saladyna, bohatera arabsko-muzułmańskiego z czasów wojen krzyżowych. 
Na piersi orła znajduje się tarcza z flagą Iraku z 2008 roku, przedstawiającą barwy panarabskie (czerwony-biały-czarny) oraz napis Allahu Akbar. 
Pod orłem znajduje się napis w języku arabskim الجمهورية العراق (transkrypcja: Al-Dżumhurijja al-Iraq, pol. Republika Iraku).
Podobne godła posiadają Egipt i Palestyna.

## Historyczne wersje herbu

Herb Iraku przed 1959 rokiem
Godło Iraku 1959–1965
Godło Iraku 1965–1991
Godło Iraku 1991–2004
Godło Iraku 2004–2008